# Rozalén del Monte
Rozalén del Monte település Spanyolországban, Cuenca tartományban. Rozalén del Monte Saelices községgel határos. Lakosainak száma 54 fő (2024).

## Népesség
A település népessége az utóbbi években az alábbiak szerint változott:
| Lakosok száma | 114  | 98   | 80   | 76   | 81   | 81   | 71   | 67   | 60   | 54   |
|               | 2001 | 2004 | 2006 | 2009 | 2011 | 2014 | 2016 | 2019 | 2021 | 2024 |